# Erioptera nigripalpis
Erioptera nigripalpis är en tvåvingeart som beskrevs av de Meijere 1913. Erioptera nigripalpis ingår i släktet Erioptera och familjen småharkrankar. Inga underarter finns listade i Catalogue of Life.